# Bazni predor Ceneri
Bazni predor Ceneri (CBT, italijansko Galleria di base del Monte Ceneri) je bazni predor švicarskih železnic v kantonu Ticino. Poteka pod Monte Ceneri med Camorinom v dolina Magadino in Vezio pri Luganu; obide nekdanjo traso visokogorske železnice skozi predor Monte Ceneri. Sestavljen je iz dveh enotirnih predorov, vsak dolg 15,4 km. Je del projekta Nova železniška povezava skozi Alpe (NRLA) za hitrejše železniške povezave sever-jug čez Švicarske Alpe.
Raziskovalni predor blizu Sigirina je bil izkopan med letoma 1999 in 2003, da bi pridobili geološke podatke o kamnitih formacijah na ravni baznega predora Ceneri. Na podlagi teh podatkov je bilo odločeno, da se večji del predora izkoplje s tradicionalnimi metodami razstreljevanja in le manjši del izvrta s hitrejšim strojem za vrtanje predorov (TBM). Tako CBT kot bazni predor Gotthard je po pogodbi švicarske zvezne vlade zgradil Alptransit Gotthard AG. Gradnja obeh enotirnih vrtin se je začela marca 2006. Uradni začetek gradbene faze CBT je bil obeležen 2. junija 2006 s položitvijo temeljnega kamna. Dokončna preboja sta se zgodila 21. januarja 2016 (zahodna cev) in 26. januarja 2016 (vzhodna cev). Promet je stekel 4. septembra 2020 in začel delovati za tovorni promet decembra 2020.
Ob odprtju je bazni predor Ceneri postal pomemben južni dovod za bazni predor Gotthard, saj obstoječa, sorazmerno strma in ovinkasta proga čez Monte Ceneri ni primerna za visoke hitrosti ali težke tovorne vlake. Druga povezava je povezava Luino ob jezeru Maggiore, ki jo bo Italija nadgradila v pričakovanju odprtja baznega predora Gotthard. Obe povezavi se srečata v dolini Magadino v prihodnjem vozlišču Camorino (italijansko Nodo di Camorino). CBT bo olajšal lokalni železniški promet, predvsem med dvema večjima mestoma Locarno in Lugano, pa tudi med Bellinzono in Luganom. Čas potovanja na TILO, S-Bahn, od Locarna do Lugana se je skrajšal s 50 na 22 minut.

## Namen
S tem 15,4 km predorom bo nastala nova povezava med alpskim severnim Tessinom (Sopraceneri) ali bolj natančno, med dolino nad Lago Maggiore in okoliškim gorskim svetom Magadinoebene in hribovitim južnim delom kantona (Sottoceneri), že v Lombardskem delu. Nova železniška proga Gotthard naj bi tako zadostila zahtevam, da je najvišja točka na 550 m nadmorske višine in da je to tisto, kar prinaša operativne in ekonomske koristi. Tako bo, zahvaljujoč baznima predoroma Gotthard in Ceneri, največji vzdolžni naklon znašal osem promilov (z nekaj krajšimi odseki do naklona do 21 promilov). Tako bodo težki tovorni vlaki (obremenitve do 4000 ton) lahko vozili brez dodatne vleke.
V potniškem prometu bo prihranek na času deset minut, vendar za ceno spektakularnih pogledov, ki bodo sicer potniku omogočeni na severni ploščadi. Poleg tega se bazni predor Ceneri navezuje na omrežje privlačne primestne železnice med krajema Bellinzona in Locarno ter Lugano in Chiasso in dalje proti Vareseju v Lombardiji. Zahvaljujoč novim neposrednim povezavam bodo lahko časi potovanj med Luganom in Locarnom iz današnjih 50 minut skrajšani na 22 minut.

## Ozadje
Bazni predor Ceneri je najnižja od poti skozi os Ceneri in povezuje Camorino v dolini Magadino z Vezio blizu Lugana. Omogoča prometu mimo konvencionalne visoke železnice, ki teče skozi zgodovinski predor Monte Ceneri. Je le en element širšega prizadevanja, ki se običajno imenuje program Nova železniška povezava skozi Alpe (NRLA), ki ga razvija AlpTransit Gotthard AG (ATG), hčerinska družba v 100-odstotni lasti Švicarskih zveznih železnic (SBB). Ko je začel delovati decembra 2020, je bazni predor Ceneri začel delovati skupaj z daljšim baznim predorom Gotthard, da bi znatno skrajšal čas potovanja med severnošvicarskim mestom Zürich in severnoitalijanskim mestom Milano z zagotavljanjem ravnejše poti za tovorne in potniške vlake kot prejšnje konvencionalne proge.
Bazni predor Ceneri ima par vzporednih izvrtin, od katerih vsaka vsebuje enotirno cev, postavljenih 40 metrov druga od druge in povezanih s prečnimi prehodi v enakomerno razporejenih intervalih po 325 metrov. Razteza se med mestoma Camorino in Vezia in ima skupno dolžino 39,78 kilometrov; vzhodna vrtina je dolga 15,45 km, zahodna pa 15,28 km. V Sigirinu je bil zgrajen operativni center za nadzor prezračevanja in logističnih dejavnosti. Operativno se pričakuje, da bo bazni predor Ceneri vsak dan uporabljalo več kot 300 vlakov, ki bodo potovali v obe smeri. Opremljen mora biti s signalizacijo ETCS ravni 2, ki omogoča vlakom, da jo prečkajo s hitrostjo do 250 kilometrov na uro (160 mph). Čeprav je največja tehnična hitrost skozi predor Ceneri 250 km/h (160 mph), je bila največja dovoljena hitrost zmanjšana na 230 km/h (140 mph) iz ekoloških in ekonomskih razlogov, medtem ko je obratovalna hitrost potniških vlakov omejena do 200 km/h (124 mph), da se prilagodi tovornemu prometu, z možnostjo pospeška do 230 km/h v primeru zamude.
Švicarske zvezne železnice so za reševanje izrednih razmer v baznem predoru Ceneri pridobile floto namenskih reševalnih vlakov; ti so opremljeni s specializirano opremo za gašenje požarov in drugimi uporabnimi napravami, kot so neodvisni dovodi zraka.
Bazni predor Ceneri je julija 2001 odobril švicarski zvezni svet, kar je omogočilo nadaljevanje podrobnega načrtovanja. Nadaljnja parlamentarna odobritev izbrane trase za predor je bila prejeta leta 2003, prva sredstva za gradnjo pa so bila sproščena leta 2005. Aprila 2007 je AlpTransit Gotthard AG oddal pogodbo v vrednosti 85 milijonov frankov (91,52 milijona USD) za gradnjo prvega podzemnega elementa predora podjetju Consorzio Monte Ceneri (CMC) JV, konzorciju CSC, Lugano, Frutiger, Thun, Rothpletz, Lienhard & Cie in Aarau. Junija 2009 je upravni odbor AlpTransit Gotthard AG objavil, da je glavno pogodbo za gradnjo predora oddal konzorciju Consorzio Condotte Cossi. Takrat naj bi predor začel obratovati do decembra 2020. Ta pogodba je bila ocenjena na 987 milijonov Sfr (1,6 milijarde USD). Ocenjeni skupni stroški za bazni predor Ceneri znašajo 2,4 milijarde Sfr (2,58 milijarde USD).

## Gradnja
Konec marca 2006 so se v Sigirinu začela pripravljalna dela. 2. junija 2006 je bil na severnem portalu slovesno položen temeljni kamen, ki ga je izkoristil takratni švicarski minister za promet Moritz Leuenberger za nenavadno oster napad proti kritikom projekta.
V februarju 2008 so se dela vrtanja začela pri Sigirinu (vzporedno z obstoječim raziskovalnim rovom) s predorskim vrtalnim strojem (TBM). Poleg tega so se v letu 2008 in 2009 izvajala pripravljalna dela za vzpostavitev nadzornih zgradb pri portalih in gradnja prog ter začasnega mostu v Camorinu. Največji zamah del na obeh predorih z vmesnimi prehodi so se v Sigirinu začela 2009, italijanska delovna skupina pa je dela začela spomladi leta 2010.
Spomladi 2010 so se začela dela na vrtanju baznega tunela Ceneri. Marca 2010 je bilo objavljeno, da se je začelo razstreljevanje na glavnih pogonih dvojnih vrtin. Do konca leta je stopnja predorov menda dosegla svojo polno hitrost. Kombinacija običajnih tehnik vrtanja in razstreljevanja je bila uporabljena za vrtanje približno 37,49 kilometrov predora (vključno z dvema glavnima cevema) in dostopnih tunelov), medtem ko se je preostanek vrtal z uporabo TBM.
Preboj v zahodno cev med Sigirinom in Vezijo se je zgodil 17. marca 2015. Preboj v vzhodni cevi med Sigirinom in Vezio se je zgodil 30. marca 2015. 21. januarja 2016 je bil dosežen preboj v zahodni vrtini med Sigirinom in Vigano, medtem ko se je preboj v vzhodni vrtini med Sigirinom in Vigano zgodil 26. januar 2016. Istega dne je bilo objavljeno, da je bil izkop končan, naslednja večja faza del pa je bila postavitev železniške infrastrukture. Februarja 2017 je bil zadnji betonski blok postavljen na slovesnosti, ki je označila, da je predor postal strukturno dokončan.
Avgusta 2013 je konzorcij Mons Ceneris, ki ga vodi Mancini & Marti, prejel pogodbo v vrednosti 96 milijonov Sfr (103,36 milijona USD) za zagotavljanje železniške proge in logistike za predor. Istega meseca je konzorcij CPC, ki ga vodi Cablex, pridobil 129 milijonov Sfr (138,89 milijonov USD) vredno pogodbo za zagotavljanje železniških sistemov in splošnih storitev koordinacije predorov. Načrtovanje, dobava, namestitev in zagon nadzornih sistemov predora, ki naj bi jih nadziral nadzorni center v Pollegiu, je bilo sklenjeno s podjetjem Tunnel Control Systems. Dodeljevanje teh pogodb ni bilo brez polemik; Zvezno vrhovno sodišče Švice je pozneje ugodilo dvema pritožbama v zvezi s postopkom oddaje. V nekem trenutku je bilo videti, kot da bo dokončanje baznega predora Ceneri morda odloženo zaradi pravnih sporov. Vendar je bil spor rešen septembra 2014, kar je odblokiralo oddajo naročil in omogočilo nadaljevanje del.
V letu 2017 se je začela montaža tira, električnih napajalnih kablov, telekomunikacijskih in radijskih sistemov, sistemov avtomatizacije, nadzemnih vodov ter različnih varnostnih in nadzornih sistemov. Avgusta 2017 so bili na severnem koncu vzhodne vrtine položeni prvi odseki proge. 30. maja 2018 je bil položen zadnji železniški tir, kar pomeni, da lahko zdaj vlaki vozijo po celotni dolžini predora.
Predor je bil uradno odprt 4. septembra 2020. Končno testiranje se je zaključilo z reševalnim testom oktobra 2020, rutinske operacije pa so se začele decembra 2020. Gradnja je stala 2,5 milijarde CHF.

## Nesreče
22. septembra 2010 je pri gradbenih delih prvi delavec izgubil življenja.